# NGC 3045
NGC 3045 é uma galáxia espiral (Sb) localizada na direcção da constelação de Hydra. Possui uma declinação de -18° 38' 38" e uma ascensão recta de 9 horas, 53 minutos e 17,7 segundos.
A galáxia NGC 3045 foi descoberta em 23 de Março de 1835 por John Herschel.